# EuroHockey Nations Trophy (Halle, Damen) 2008
Die EuroHockey Nations Trophy (Halle, Damen) 2008 war die siebte Auflage der Hallenhockey-„B-EM“. Sie fand vom 25. bis 27. Januar in Nymburk, Tschechien statt. Polen und Litauen stiegen in die „A-EM“ auf. Kroatien stieg in die „C-EM“ ab.

## Vorrunde

### Gruppe A
| Rang | Land       | Punkte |
| ---- | ---------- | ------ |
| 1    | Schweiz    | 9      |
| 2    | Tschechien | 6      |
| 3    | Russland   | 3      |
| 4    | Kroatien   | 0      |

| Tschechien | – | Kroatien | 12:0 |
| Schweiz    | – | Russland | 4:1  |
| Kroatien   | – | Schweiz  | 0:9  |
| Tschechien | – | Russland | 3:2  |
| Russland   | – | Kroatien | 5:2  |
| Tschechien | – | Schweiz  | 2:3  |

### Gruppe B
| Rang | Land     | Punkte |
| ---- | -------- | ------ |
| 1    | Polen    | 9      |
| 2    | Litauen  | 6      |
| 3    | Slowakei | 3      |
| 4    | Portugal | 0      |

| Polen    | – | Portugal | 10:0 |
| Litauen  | – | Slowakei | 6:4  |
| Polen    | – | Litauen  | 6:5  |
| Portugal | – | Slowakei | 3:7  |
| Slowakei | – | Polen    | 5:6  |
| Litauen  | – | Portugal | 4:1  |

## Platzierungsspiele

### Gruppe C
Die Plätze 5–8 wurden in einer Gruppe ausgespielt. Es trafen nur Teams aus verschiedenen Gruppen aufeinander. Die Ergebnisse gegen die Vorrundengegner wurden übernommen. Der Achtplatzierte stieg ab.
| Rang | Land     | Punkte |
| ---- | -------- | ------ |
| 5    | Slowakei | 9      |
| 6    | Russland | 6      |
| 7    | Portugal | 3      |
| 8    | Kroatien | 0      |

 Kroatien 3:6  Slowakei 

 Russland 3:2  Portugal 

 Kroatien 3:4  Portugal 

 Russland 5:7  Slowakei

### Gruppe D
Die Plätze 1–4 wurden in einer Gruppe ausgespielt. Es trafen nur Teams aus verschiedenen Gruppen aufeinander. Die Ergebnisse gegen die Vorrundengegner wurden übernommen.
| Rang | Land       | Punkte |
| ---- | ---------- | ------ |
| 5    | Polen      | 7      |
| 6    | Litauen    | 6      |
| 7    | Schweiz    | 3      |
| 8    | Tschechien | 1      |

 Tschechien 4:4  Polen 

 Schweiz 4:5  Litauen 

 Litauen 8:0  Tschechien 

 Schweiz 4:6  Polen